# Jicchak Koren
Jicchak Koren (hebrejsky: יצחק קורן, žil 1911 – 22. června 1994) byl izraelský politik a poslanec Knesetu za strany Mapaj a Ma'arach.

## Biografie
Narodil se ve městě Kišiněv v Ruské říši (pak Rumunsko, dnes Moldavsko), kde vystudoval střední školu. Absolvoval také studium práv na univerzitě a získal v Rumunsku osvědčení pro výkon profese právníka. V roce 1940 přesídlil do dnešního Izraele. Jeho synem byl Dani Koren, rovněž politik, stejně jako zeť Moše Nisim.

## Politická dráha
V roce 1930 patřil mezi předáky sionistického studentského svazu v Rumunsku. Byl tajemníkem sionistické politické strany Ce'irej Cijon a členem sionistické federace v Besarábii. Vydával týdeník v jazyce jidiš. Roku 1935 založil asociaci Bosilia. Po přesídlení do dnešního Izraele působil v letech 1941–1943 jako ředitel oddělení informačního a organizačního v odborové centrále Histadrut. Angažoval se v židovských jednotkách Hagana. V letech 1944–1961 byl tajemníkem mošavového hnutí. Roku 1949 byl jedním z iniciátorů programu me-ha-Ir le-kfar zaměřeného na přesun lidí z přistěhovaleckých táborů na venkov.
V izraelském parlamentu zasedl poprvé po volbách v roce 1959, do nichž šel za Mapaj. Zasedal v parlamentním výboru pro ekonomické záležitosti, výboru finančním a výboru pro ústavu, právo a spravedlnost. Na kandidátce Mapaj uspěl i ve volbách v roce 1961. Byl členem výboru pro zahraniční záležitosti a obranu, výboru finančního, výboru pro ústavu, právo a spravedlnost a výboru House Committee. Zaujímal i vládní funkci. V letech 1962–1963 byl také náměstkem ministra financí Izraele. Ve volbách v roce 1965 neuspěl. Znovu se do Knesetu dostal až po volbách v roce 1969, nyní za novou levicovou formaci Ma'arach. Zastával post člena výboru pro ústavu, právo a spravedlnost. Ve volbách v roce 1973 mandát neobhájil.